# モヌメンタ・ゲルマニアエ・ヒストリカ

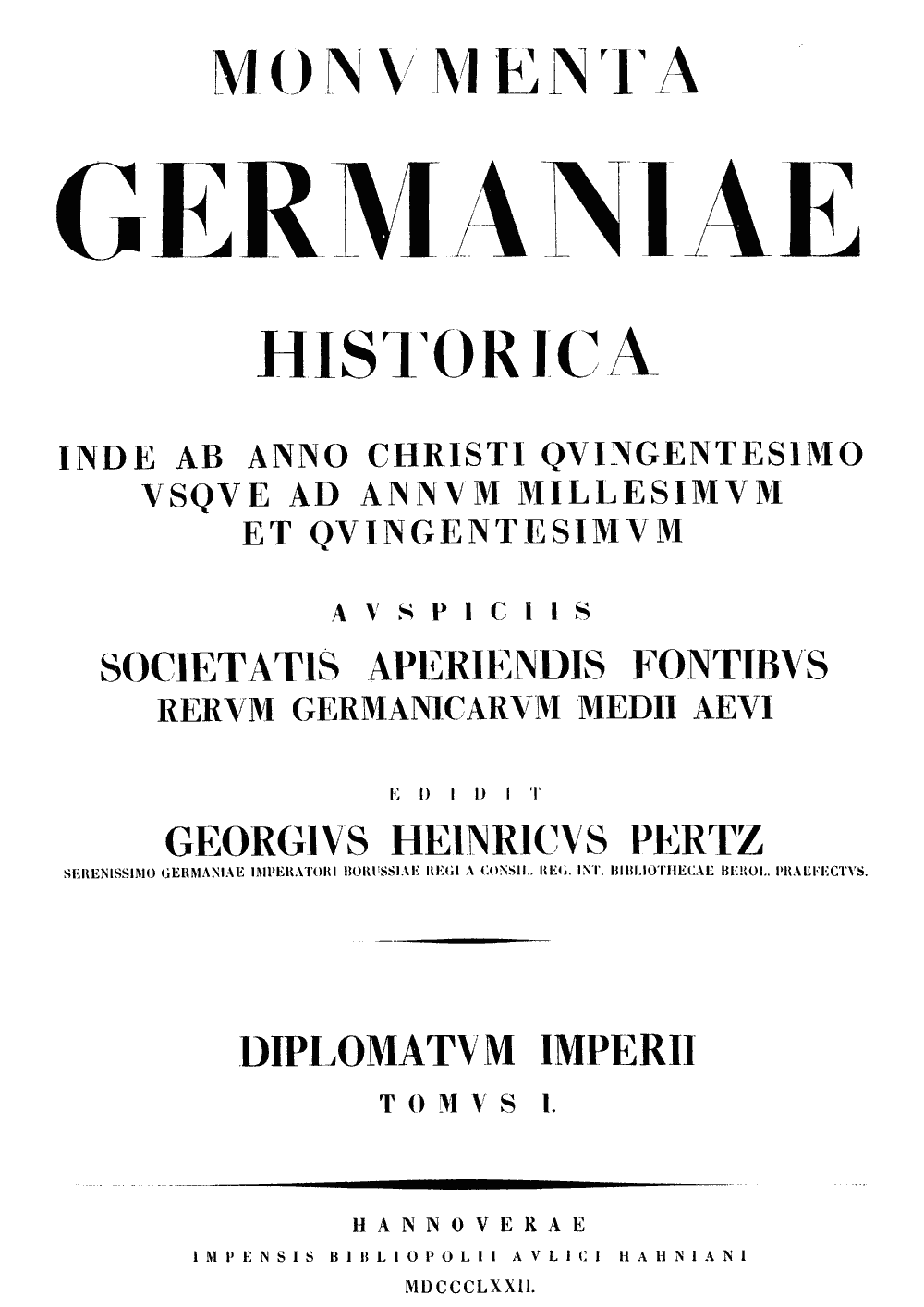
モヌメンタ・ゲルマニアエ・ヒストリカ.

モヌメンタ・ゲルマニアエ・ヒストリカ（Monumenta Germaniae Historica） (史料一覧や文献一覧における略称はMGH）は、広義的には、ローマ帝国の終わりから1500年に至るドイツ史研究のための一次史料や年代記、公文書を厳密に編纂し出版した包括的な史料集である。その名称にもかかわらず、この史料集成はドイツ以外の多くの国の歴史の重要史料を含んでおり、中世ドイツの諸事件の史料出版協会（the Society for the Publication of Sources on Germanic Affairs of the Middle Ages）がゲルマン民族やその支配者たちの影響下にあった多くの地域（ブリタニア、チェコ、ポーランド、オーストリア、フランス、低地諸国、イタリア、スペイン等）から集めた史料を含んでいる。1826年から1874年までの編集者はゲオルグ・ハインリッヒ・ペルツ（1795年 - 1876年）、1875年にゲオルグ・ワイツ（1813年 - 1886年）に引き継がれた。

## 歴史
MGHの起源は1819年にプロイセンの改革者ハインリヒ・フリードリヒ・フォン・シュタインによってハノーヴァーで個人的に開始された文書出版協会に遡る。第一巻は1826年に登場した。1826年から1874年の間の編集者はゲオルグ・ハインリッヒ・ペルツで、その後ゲオルグ・ワイツに引き継がれた。ドイツその他諸国の多くの著名な中世研究者がこのプロジェクトに参加し、史料調査と写本比較、学術版を産み出した。選択されたモットーSanctus amor patriae dat animum（"母なる土地への神聖なる愛が聖霊を与えたまう"）は、職業的学術研究手法とともに、民族的ロマン主義との関連から説明される。
1875年にMGHはベルリンの本部でより公的機関として設立された。それは1935年に国家機関に吸収され、Reichsinstitut für ältere deutsche Geschichtskunde（古ゲルマン史のための国民協会）と改称された。これは第二次世界大戦の末期の1945年に廃止されたが、オーストリア科学アカデミーとゲルマン協会の支援で当初の名前で再興されて継続した。
モヌメンタ・ゲルマニアエ・ヒストリカ協会は1949年以来ミュンヘンに位置し、ドイツとヨーロッパの中世史に特化した最大の文書を保有している。それはキリスト教史や、13万の研究論文と約15万の関連研究を含んでいる。 1967年にバイエルン州立図書館の建設で現在の施設に移った。
プロジェクトは、歴史研究の多大な努力のもとに21世紀にはいっても継続している。2004年にMGHはドイツ研究振興協会の支援のもと、5年以上かけてすべての出版物をオンライン化した。これはMGHのホームページでフォトデジタル史料として照会できる。

## 部門
史料集は古代部、文書部、書簡部、法制部、史家部の5つの部門に分けられており、小部門として死亡統計部が追加されている。学習目的（Scriptores in usum scholarum）や特化した研究（MGH Schriften）のためのよりコンパクトな叢書を含む補助史料集成も刊行されている。

## 関連文献
- Knowles, M. D. (1960). “Presidential Address: Great Historical Enterprises III. The Monumenta Germaniae Historica”. Transactions of the Royal Historical Society. 5th ser. 10:  129–150. doi:10.2307/3678777. JSTOR 3678777 2014年3月12日閲覧。. Reprinted in Knowles, David (1963). Great Historical Enterprises: problems in monastic history. London: Nelson. pp. 63–97